# インバーカーギル空港
インバーカーギル空港（英: Invercargill Airport）は、ニュージーランドの南島、インバーカーギルにある空港である。

## 概要
国際基準の空港としてはニュージーランド最南に位置している。オークランド線は国内最長路線である。南極観測基地の飛行機が着陸することがある。

## 就航路線
| 航空会社                           | 就航地                                          |
| ---------------------------------- | ----------------------------------------------- |
| ニュージーランド航空               | オークランド 、クライストチャーチ、ウェリントン |
| スチュアート・アイランド・フライツ | オーバン                                        |